# Дэвис, Кертис
Ке́ртис Ю́джин Дэ́вис (англ. Curtis Eugene Davies; родился 15 марта 1985 года в Лондоне) — английский футболист, защитник клуба «Дерби Каунти».

## Карьера
Дэвис начал свою футбольную карьеру в клубе «Уимблдон» в возрасте 15 лет. Его мать англичанка, отец — выходец из Сьерра-Леоне. Через год он был отчислен из «Уимблдона». После этого Кертис попал на просмотр в «Лутон Таун» и забив в трёх играх два гола он подписал контракт со «шляпниками».
В 2005 году за 4 500 000 евро Дэвис был продан в «Вест Бромвич Альбион», став самым дорогим футболистом в истории «Лутона». Он стал открытием сезона 2005/06, но это не помогло его клубу сохранить прописку в Премьер-лиге. По окончании сезона он заключил с клубом новый четырёхлетний контракт, и получил от главного тренера Стива Брюса капитанскую повязку. В конце сезона 2006/07 Кертис получил травму и без него «Бирмингем» уступил путёвку в премьер-лигу «Дерби Каунти», проиграв ему в плей-офф.
В 2007 году в его услугах заинтересовалась «Астон Вилла» и Дэвиса отдали в годичную аренду с правом дальнейшего выкупа. После окончания срока аренды «Вилла» выкупила права на игрока за 10 млн евро. Однако футболист в клубе не заиграл и сначала был отдан в аренду в «Лестер Сити», а затем продан в «Бирмингем Сити» за 4 млн евро.
В составе «Бирмингема» Дэвис дебютировал5 марта 2011 года в матче 29-тура против «Вест Бромвича».
25 июня 2013 года перешёл в «Халл Сити», подписав с клубом трёхлетний контракт.